# 阿波連さんははかれない
『阿波連さんははかれない』（あはれんさんははかれない）は、水あさとによる日本の漫画。ウェブコミック配信サイト『少年ジャンプ+』（集英社）2017年1月29日より2023年4月30日まで隔週日曜更新で連載された。
水あさとにとって9作目の連載作品であり、同人誌として発表していたオリジナル漫画作品『君との距離が測れない』を元としている。「低燃費系女子『阿波連さん』」を描く日常コメディ。
2024年12月時点の総閲覧数は1億8000万回、累計発行部数は140万部をそれぞれ突破している。水あさとは、「自分も今まで他誌でやってきた中で、この連載が最も反響が大きい」と語っている。
メディアミックスとして、テレビアニメが製作されている。

## あらすじ
とある高校に通う阿波連れいな は、人との距離をはかるのが苦手。入学して隣の席になった ライドウ は彼女と距離を感じていた。ある日、れいなが落とした消しゴムを拾ったことをきっかけに、ライドウは彼女の「他人との距離を加減できない」性格と、孤独な過去を知る。再び「はかれない」行動を取ってしまったことを謝り彼女は再び孤独に戻ろうとするも、ライドウがそれを受け入れたことで2人は打ち解ける。それ以降、れいなとライドウはよく2人で過ごすようになる。
何かにハマったれいなに付き合って自らも虜になったり、不思議な仕草から良からぬ未来を妄想してやめさせようとしたりなど、彼女の予測不能な動きにライドウはいつも翻弄される。しかしながら、クラスメイトや近所の小学生も巻き込んで日々を過ごすうちに、2人の距離は次第に縮んでいくのであった。

## 登場人物
声の項はテレビアニメ版の声優。

### 主人公とヒロイン
阿波連 れいな（）
声 - 水瀬いのり
本作の主人公。(テレビアニメ版では高校1年生) 。他人との距離をはかるのが物理的にも心理的にも苦手な女子生徒。周囲からは主に「阿波連さん」、大城からは「れいなちゃん」、弟のれんからは「れいなねーねー」、妹のえるからは「れいな」と呼ばれる。
銀色のセミロングヘアーと小さな体が特徴。クラスでは左後ろの角に座り、よく物憂げに外を見ている。表情に乏しく声も極めて小さいために、ライドウは彼女と行動を共にして声を発していることに気付いた。いつも大きな弁当を食べる大食いで、ライドウよりもよく食べる描写がなされる。
あつしをはじめとする近所の小学生には「阿覇王さま」と呼ばれ崇められているが、本人は困惑している。ここからわかるように「感情が無い」わけではなく、予想外のことがあれば驚くし、不愉快な目に遭えば怒り、感動したり悲しいことがあれば大粒の涙を流すこともある。他人にわかる形で自分の感情を表現するのが苦手なだけである。
落とした消しゴムを拾ってくれたライドウに好感を抱くが、昔からの癖で馴れ馴れしくしてしまったことから距離を置こうとする。そんなことは気にしないとライドウが応えた以降は心を開き、よく連れ添うようになる。
「阿波連」は作者の出身地沖縄では稀に見られる苗字である。他のキャラの苗字も沖縄特有のものが多い。
ライドウ
声 - 寺島拓篤、松井恵理子（幼少）
本作のパートナー。ごく普通の男子生徒。周囲からは主に「ライドウ」もしくは「ライドウ君」、妹からは「にいちゃん」、れんからは「ライドウにーにー」と呼ばれる。
妄想癖があり、れいなのちょっとした言動から突拍子もない極端な妄想をしてしまう。本人にも悪い癖という自覚はあり、事実と異なると解ればあっさり引っ込めるなど切り替えは早い。また、妄想に繋がる知識の幅が広く、その博識さが役に立つこともある。犬をはじめとする動物が苦手で、動物カフェの犬やれいなが連れている犬を「猛獣」と心の中で呼び恐れおののく。
表情に乏しく、表情を豊かにする訓練をれいなと行うも、紙面上では差があるようには描かれておらず、未だに克服していない模様。なお、風邪を引くと「眼病み女と風邪引き男」になり、周囲の人間が男女問わずドギマギさせられる程の色気を放つ。
クラスではれいなの隣の席に座る。入学してこのかた彼女と距離を感じており、彼女の落とした消しゴムを拾ったことで接点を持つ。距離感の測れない彼女に度々困惑するも、特に嫌がることはなく、物腰も柔らかい。単行本最終巻17巻の描き下ろし特別編の「ライドウくんは呼ばれたい」で下の名前が「章太（しょうた）」ということが明らかになった。

### クラスメイト
大城 みつき（）
声 - M・A・O
いつも困り顔で赤面している女子生徒。れいなの幼馴染。「大城さん」と呼ばれる。
1年生ではれいな達とは別の組に在籍し、2年生より同じクラスになる。泣き虫で気が弱く、並の男子より高い身長がコンプレックスで、対照的に背の小さいれいなをいつも気にかけていた。小学生の時、れいなに「かわいいと思う」と言われて以来、対面すると上がってしまうため中学高校と遠くから見守るようになった。ライドウを「れいなをたらしこむ悪者」と決めつけ付け回していたところを見つかり、以降は直接ライドウやれいなと話せるようになる。
両親が理髪師であるため、自身も散髪ができるほか、メイクやマッサージまで多才にこなす。日頃ボクササイズや筋トレをしているためか力が強く、「居合いで巻藁を切る」「箸で蜂を掴む」など運動神経も高い。また、見守っていた癖で隠れることが得意で、教室内にも隠れるスペースをいくつも用意しているが、れいなにはしばしば隠れているところを見破られてしまう。
石川（）
声 - 柿原徹也
ライドウとれいなのクラスメイト。佐藤の幼馴染。イケメンの好青年であり、コミュニケーション能力に優れているため友達が多い。運動能力も高く、かつてはバドミントン部に所属していた。
れいなとライドウがいい関係になるようにそれとなく手を回す。作中において、ライドウと会話することが多い。
佐藤 ハナコ（）
声 - 楠木ともり
ライドウとれいなのクラスメイト。幼馴染である石川に好意を抱いている。時折石川から「ハナちゃん」と呼ばれることがあるが、現在は高校生ということもあり「佐藤さん」と呼ぶよう正している。
普通であることを至上とする、本人曰く「普通の学校に普通に通って普通に部活して普通の生活を送ってる普通の高校一年生」。石川と共にれいなたちを笑顔で見ていることが多いが、彼女らのはかれない行動とそれに頓着しない石川に内心戸惑う。しかし普通でありたいがために、普段は困惑を表に出さないようにしている。
玉那覇 りく（たまなは りく）
声 - 東山奈央
2年生からの転校生。第71話で初登場。
着崩した制服、シュシュでまとめた白い髪、褐色の肌といったギャル風の容姿。明朗な性格。転校早々にれいなを可愛がり、店に連れ回す。
実はかつてれいなとは小学校時代の友達だったが、離れてしまった相手の一人。れいなは自分が距離感をはかれなかったせいだと思っていたが、実際には彼女の側がれいなを振り回してしまったことを悔いて距離を取ったためであった。昔の誤解が解けてからは、以前と同じようにれいなのことを「あはちゃん」と呼ぶようになった。
外見とは裏腹に対人関係に常に怯え、相手の発言を悪く捉えて逃げ出したり、自ら会話の輪に入ることをためらったりする所謂コミュ障。人間関係の充実した高校生活とは無縁と考えるあまり、周囲とのコミュニケーションに一喜一憂する日々を送る。
昔から転校が多かったらしく、れいなと同じく小学校時代の同級生であった大城のことを当初は誰だったか全く思い出せないでいた。

### 先生
宮平先生（）
声 - 小坂井祐莉絵
体育教師。れいな達が1年生の時にクラスを担任。
桃原を「桃(もも)ちゃん」と呼び桃原の家に足を運んでは体調を崩した彼女を手料理で看病したり、一緒に旅行に行ったりするほど仲が良い。
桃原先生（）
声 - 花澤香菜
古文教師。2年生に進級したれいな達のクラス担任。
目が細く人相が悪い。宮平と仲がよく、れいなとライドウの仲睦まじい様を「あはれ」や「をかし」と形容して鑑賞する。二人が何かするごとに「あはれが致死量に達して」体に異常（主に吐血や鼻血）が起こり、そのせいで授業が中断することもある。歴史好きで日本古来の遊びに精通し、ライドウらと羽子板で勝負し打ち負かす一幕もある。
平安山先生（）
声 - 佐伯伊織
英語教師。3年生に進級したれいな達のクラス担任。
教育への熱い意欲を持って着任した、八重歯が特徴の新米教師。桃原に知らされた「あはれを持った要注意人物」であるれいなとライドウを警戒する。学生の行動に困惑すると学習指導要領を取り出し、対処できないと悟るや否や自ら「教師失格」と落胆するなど感情の変化が大きい。
桃原先生とは着任以前から先輩と後輩の関係にあたる様だが詳細は語られていないことより不明。

### 家族
ライドウ妹
声 - 長江里加
女子中学生。読んで字のごとくライドウの妹だが、下の名前は明かされていない。
外見や妄想癖などが兄に似ている。彼女のほうが表情は豊か。ぶっきらぼうでつっけんどんな喋り方だが、兄がれいなと変な行動をしているのを見て心配し、杞憂とわかると安心するなど家族らしい一面も持つ。兄の読唇術習得を嫌々ながらも手伝ったり、ハンドスピナーを手渡したりと度々エピソードに登場する。えるは同じ中学校に通う友人。
阿波連 れん（）
声 - 久野美咲
れいなの弟。小学生。
容姿がれいなに非常に似ており（少し目が垂れている）、同じ制服を着ると見分けがつかない。ライドウが彼と初めて会った時は終始れいなと勘違いした。しかし似ているのは容姿だけでそれ以外は、声が大きい、表情が豊か、社交的、UFOキャッチャーやゲームが下手、小食、といったように、種々の面で対照的である。れいなやライドウをとても慕っている。
阿波連 える（）
声 - 日高里菜
れいなの妹。中学生。
れんと同じく髪をはじめとして容姿が姉と似る一方、眼光が鋭く、背が高く、胸が大きい。「ですし」が口癖。UFOキャッチャーは下手。姉を誰よりも気遣うなかで、姉にとって一番大切なのはライドウと思い込むあまり、彼にきつく当たる。難しい年頃故に素直になれず、日頃の気配りも姉にわざと気付かれないようにしている（当然ながられいなは気付いている）。ライドウの妹は同じ中学校に通う友人。
れいなが学校で使用している水着はえるの「お上がり」である。
阿波連 あい（）
声 - 水瀬いのり
阿波連姉弟の母。子供たちと容姿が似ている。初登場時、れいなの部屋にあるライドウ人形が2体になったと勘違いするも動じないなど、れいなのことをよく理解していることがうかがえる。ライドウのことはかねてより彼女を通じて知っており、関係も良好。「やりたいって思うことは何よりも大事」を信条に、何事にも自ら挑戦する。怪我も厭わずやりたがるため子どもたちからはいつも心配されているが、理解故、「明らかに危ないこと」でない限り止められることはない。
ヌイ
声 - 寺島拓篤
阿波連家が飼っている大型犬。性別はメス。弁当を学校に持ってくる、上にれいなを（ときには寝たまま）乗せて家に連れて帰る、信号機を見て止まるなど知能が非常に高い。あつし達からは「覇王号」と呼ばれている。

### その他
あつし
声 - 藤原夏海
近所の男子小学生。ふたばからは「あっくん」と呼ばれる。
帽子と絆創膏が特徴。公園でハンドスピナーを回していたれいなを慕い阿覇王さまと呼ぶ。幼馴染のふたばからの好意に全く気付かず、いつも邪険に扱う。
ふたば
声 - 指出毬亜
近所の女子小学生。
双葉の柄や形をあしらった服装をしている。幼馴染のあつしに好意を寄せるが、いつも素直になれずツンツンしているせいか真意は伝わっていない。れいなを呼び捨てにしたり「ショタコン悪女」と心の中で呼ぶなど、一方的に彼女を恋敵と思っていた。れいなからライドウへの好意を知って以降は態度が軟化、阿波連家との交流が増える。リバーシが得意。料理は苦手。
たかし
学生服にリーゼントの典型的なヤンキーファッションの少年。
れんが遊ぶ公園のミニ四駆コースを仲間達と占拠していたが、れんに連れられたライドウとの対決に敗れ、ライドウを「頭（ヘッド）」と崇めるようになった。
ライドウと変わらない背丈や片仮名ルビを多用する口調からは不良学生にしか見えないが、れんとは同級生で塾も同じの小学生であり、校則は律儀に守っている。

## 書誌情報
- 水あさと『阿波連さんははかれない』集英社〈ジャンプコミックス〉、全17巻
  1. 2017年8月9日発行（2017年8月4日発売[11]）、ISBN 978-4-08-881090-4
  2. 2017年12月9日発行（2017年12月4日発売[12]）、ISBN 978-4-08-881301-1
  3. 2018年4月9日発行（2018年4月4日発売[13]）、ISBN 978-4-08-881396-7
  4. 2018年7月9日発行（2018年7月4日発売[14]）、ISBN 978-4-08-881525-1
  5. 2018年11月7日発行（2018年11月2日発売[15]）、ISBN 978-4-08-881635-7
  6. 2019年4月9日発行（2019年4月4日発売[16]）、ISBN 978-4-08-881805-4
  7. 2019年8月7日発行（2019年8月2日発売[17]）、ISBN 978-4-08-882023-1
  8. 2020年1月9日発行（2020年1月4日発売[18]）、ISBN 978-4-08-882181-8
  9. 2020年5月18日発行（2020年5月13日発売[19]）、ISBN 978-4-08-882287-7
  10. 2020年10月7日発行（2020年10月2日発売[20]）、ISBN 978-4-08-882434-5
  11. 2021年3月9日発行（2021年3月4日発売[21]）、ISBN 978-4-08-882563-2
  12. 2021年8月9日発行（2021年8月4日発売[22]）、ISBN 978-4-08-882737-7
  13. 2022年4月9日発行（2022年4月4日発売[23]）、ISBN 978-4-08-883075-9
  14. 2022年6月8日発行（2022年6月3日発売[24]）、ISBN 978-4-08-883124-4
  15. 2022年10月9日発行（2022年10月4日発売[25]）、ISBN 978-4-08-883276-0
  16. 2023年4月9日発行（2023年4月4日発売[26]）、ISBN 978-4-08-883466-5
  17. 2023年8月9日発行（2023年8月4日発売[27]）、ISBN 978-4-08-883611-9

## テレビアニメ
2022年4月から6月まで毎日放送・TBSテレビ『アニメイズム』B2枠ほかにて第1期が放送された。
第2期『阿波連さんははかれない season2』は2025年4月から6月までTOKYO MXほかにて放送された。

### スタッフ
- 原作 - 水あさと[8][9]
- 総監督 - 山本靖貴[8][9]
- 監督 - 牧野友映[8][9]
- シリーズ構成 - 吉岡たかを[8][9]
- キャラクターデザイン - 八尋裕子[8][9]
- プロップデザイン - 福地友樹
- 美術監督 - 倉田憲一[8][9]
- 色彩設計 - 田中千春[8][9]
- 撮影監督 - 岩井和也[8][9]
- 特殊効果 - 木村実乃理[8][9]
- CGディレクター - 鈴木雅臣
- 編集 - 山田聖実[8][9]
- 音響監督 - 阿部信行[8][9]
- 音楽 - 神前暁[8][9]、オリバー・グッド・井上馨太（第1期[8]）、MONACA（第2期[9]）
- 製作総指揮 - 夏目公一朗 [8][9]
- プロデュース - 藍沢亮[8][9]
- プロデューサー（第1期） - 紀東輝、林辰朗、亀井博司
- プロデューサー（第2期） - 村上真麻、尾﨑穂乃香
- アニメーションプロデューサー - 中智仁、菊地悠太
- アニメーション制作 - FelixFilm[8][9]
- 製作 - bilibili[8][9]

### 主題歌
「はなれない距離」
TrySailによる第1期オープニングテーマ。作詞・作曲はKHAi、編曲は岸田勇気。
「キョリ感」
ハコニワリリィによる第1期エンディングテーマ。作詞・作曲はMARUMOCHI BOYS、編曲はHoneyWorks。
「AHAREN HEART」
阿波連れいな（水瀬いのり）による第1期第3話エンディングテーマ。作詞はやぎぬまかな、作曲・編曲は神前暁。
「微熱魔」
ずっと真夜中でいいのに。による第2期オープニングテーマ。作詞・作曲はACAね、編曲は100回嘔吐とZTMY。
「トワイライト」
shallmによる第2期エンディングテーマ。作詞・作曲はlia、編曲はNaoki ItaiとYusuke Koshiro。

### 各話リスト
| 話数             | サブタイトル           | 脚本       | 絵コンテ          | 演出              | 作画監督 | 総作画監督                                                | 初放送日      |       |       |       |       |       |       |       |       |       |       |       |       |       |       |       |       |       |
| 第1期            | 第1期                  | 第1期      | 第1期             | 第1期             | 第1期 | 第1期                                                     | 第1期         | 第1期 | 第1期 | 第1期 | 第1期 | 第1期 | 第1期 | 第1期 | 第1期 | 第1期 | 第1期 | 第1期 | 第1期 | 第1期 | 第1期 | 第1期 | 第1期 | 第1期 |
| ---------------- | ---------------------- | ---------- | ----------------- | ----------------- | --- | --------------------------------------------------------- | ------------- | ----- | ----- | ----- | ----- | ----- | ----- | ----- | ----- | ----- | ----- | ----- | ----- | ----- | ----- | ----- | ----- | ----- |
| 第一話           | 近すぎじゃね？         | 吉岡たかを | 牧野友映          | 牧野友映          | 荻原みちる 米田騎士 友田美智子 和田勝之                                                                          | 岩佐とも子 八尋裕子                                       | 2022年 4月2日 |       |       |       |       |       |       |       |       |       |       |       |       |       |       |       |       |       |
| 第二話           | 尾行られてるんじゃね？ | 久尾歩     | 山本里織          | 濱田翔            | 友田美智子 宇佐美翔平 和田勝之                                                                                   | 三島千枝                                                  | 4月9日        |       |       |       |       |       |       |       |       |       |       |       |       |       |       |       |       |       |
| 第三話           | 席替えじゃね？         | 兀兀       | 高本宣弘          | 安藤健            | 荻原みちる 星和伸 米田騎士                                                                                       | 福地友樹                                                  | 4月16日       |       |       |       |       |       |       |       |       |       |       |       |       |       |       |       |       |       |
| 第四話           | ハマりすぎじゃね？     | 吉岡たかを | 辻初樹            | 雄谷将仁          | 櫻井拓郎 福江光恵 蒙晏妮 唐安舒 林駿 黄凤 郭婷                                                                   | 岩佐とも子                                                | 4月23日       |       |       |       |       |       |       |       |       |       |       |       |       |       |       |       |       |       |
| 第五話           | 太りすぎじゃね？       | 久尾歩     | 飯田薫久          | 飯田薫久          | 山本里織 宇佐美翔平 大野勉 友田美智子 笛木優奈                                                                   | 三島千枝                                                  | 4月30日       |       |       |       |       |       |       |       |       |       |       |       |       |       |       |       |       |       |
| 第六話           | 強すぎじゃね？         | 兀兀       | 敷島博英          | 矢野孝典          | 市橋雄一 斎藤大輔 橋本穂高 和田勝之 友田美智子 米田騎士 荻原みちる                                               | 福地友樹                                                  | 5月7日        |       |       |       |       |       |       |       |       |       |       |       |       |       |       |       |       |       |
| 第七話           | 芸術じゃね？           | 吉岡たかを | 山本里織          | 高村雄太          | 氷室陽 大成麻子 谷口亜希子                                                                                       | -                                                         | 5月14日       |       |       |       |       |       |       |       |       |       |       |       |       |       |       |       |       |       |
| 第八話           | 夏祭りじゃね？         | 久尾歩     | 牧野友映          | 安藤健            | 荻原みちる 重國浩子 星和伸 中園仁                                                                                | 三島千枝                                                  | 5月21日       |       |       |       |       |       |       |       |       |       |       |       |       |       |       |       |       |       |
| 第九話           | 風邪じゃね？           | 兀兀       | 高本宣弘          | 山本辰            | 蒙晏妮 王其琪 韋魚 何紫薇 权伍龮 徐学文                                                                          | 森川侑紀                                                  | 5月28日       |       |       |       |       |       |       |       |       |       |       |       |       |       |       |       |       |       |
| 第十話           | キャンプじゃね？       | 吉岡たかを | 山本靖貴 山本里織 | 牧野友映 矢野孝典 | 友田美智子 山本里織 星和伸 高木啓明 長田雄樹 寒川顕一                                                            | 岩佐とも子                                                | 6月4日        |       |       |       |       |       |       |       |       |       |       |       |       |       |       |       |       |       |
| 第十一話         | 雪じゃね？             | 兀兀       | 飯田薫久          | 玉田博            | 飯飼一幸 福山拳侍 谷口亜希子 芦谷耕平                                                                            | 三島千枝                                                  | 6月11日       |       |       |       |       |       |       |       |       |       |       |       |       |       |       |       |       |       |
| 第十二話         | 果たし合いじゃね？     | 吉岡たかを | 牧野友映          | 村田尚樹 牧野友映 | 斎藤大輔 村山綾音 山本里織 橋本穂高 星和伸 市橋雄一 和田勝之 中園仁 大野勉 濱田翔 友田美智子 セブンシーズ        | 八尋裕子 岩佐とも子 三島千枝 福地友樹 森川侑紀 荻原みちる | 6月18日       |       |       |       |       |       |       |       |       |       |       |       |       |       |       |       |       |       |
| 第2期『season2』 |                        |            |                   |                   | |                                                           |               |       |       |       |       |       |       |       |       |       |       |       |       |       |       |       |       |       |
| 第一話           | 転校生じゃね？         | 吉岡たかを | 牧野友映          | 牧野友映          | 荻原みちる 坂本千代子 小島祐佳                                                                                   | 岩佐とも子 石井ゆみこ 油井徹太郎                          | 2025年 4月7日 |       |       |       |       |       |       |       |       |       |       |       |       |       |       |       |       |       |
| 第二話           | つぶつぶじゃね？       | 兀兀       | 山本靖貴 山本里織 | 山本靖貴 牧野友映 | 山本里織 日根野優子 岩佐とも子 石井ゆみこ 朱央 謝奎                                                              | 山本里織                                                  | 4月14日       |       |       |       |       |       |       |       |       |       |       |       |       |       |       |       |       |       |
| 第三話           | 体育祭じゃね？         | 赤星政尚   | 名村英敏          | 村田尚樹          | 名村英敏 岩佐とも子 荻原みちる 坂本千代子 日根野優子 朱央 劉軍 謝奎                                              | 石井ゆみこ                                                | 4月21日       |       |       |       |       |       |       |       |       |       |       |       |       |       |       |       |       |       |
| 第四話           | アイドルじゃね？       | 吉岡たかを | 熊野千尋          | 村田尚樹          | 坂本千代子 名村英敏 石井ゆみこ 齊藤格 ラプラス・アニメーション                                                   | 坂本千代子 三島千枝 山本里織 荻原みちる                   | 4月28日       |       |       |       |       |       |       |       |       |       |       |       |       |       |       |       |       |       |
| 第五話           | 海水浴じゃね？         | 兀兀       | 名村英敏          | 薮内悠            | 酒井KEI 竹之内祐紀 齊藤かおり 中村与史子 星月動画 エバーグリーン リバイバル 石井ゆみこ                           | 岩佐とも子                                                | 5月5日        |       |       |       |       |       |       |       |       |       |       |       |       |       |       |       |       |       |
| 第六話           | 家出じゃね？           | 赤星政尚   | 藤岡たけし        | 村田尚樹          | 名村英敏 小島祐佳 岩佐とも子                                                                                     | 石井ゆみこ                                                | 5月12日       |       |       |       |       |       |       |       |       |       |       |       |       |       |       |       |       |       |
| 第七話           | 修学旅行じゃね？       | 赤星政尚   | 名村英敏          | 薮内悠            | 池田佳織 南伸一郎 飯飼一幸 金田栄二 星月動画 エバーグリーン リバイバル 鷲田敏弥 熊谷香代子 岩佐とも子 石井ゆみこ | 山本里織                                                  | 5月19日       |       |       |       |       |       |       |       |       |       |       |       |       |       |       |       |       |       |
| 第八話           | クリスマスじゃね？     | 吉岡たかを | 飯田薫久          | 村田尚樹          | 荻原みちる 橋本穂高 蒋秋雨 劉宇萌 堀ほのか ラプラス・アニメーション                                              | 三島千枝                                                  | 5月26日       |       |       |       |       |       |       |       |       |       |       |       |       |       |       |       |       |       |
| 第九話           | 対決じゃね？           | 赤星政尚   | 辻初樹            | 城戸康平 川部真也 | 古阪美津妃 名村英敏 市橋雄一 STUDIO MASSKET 岩佐とも子 石井ゆみこ 荻原みちる                                     | 森山剛史                                                  | 6月2日        |       |       |       |       |       |       |       |       |       |       |       |       |       |       |       |       |       |
| 第十話           | ミュージカルじゃね？   | 山本靖貴   | 辻初樹            | 山本靖貴          | 大野勉 齊藤格 古阪美津妃 石井ゆみこ                                                                              | 坂本千代子 山本里織                                       | 6月9日        |       |       |       |       |       |       |       |       |       |       |       |       |       |       |       |       |       |
| 第十一話         | 文化祭じゃね？         | 兀兀       | 熊野千尋          | 川部真也          | 朱央 謝奎 劉军 章品林 EN.studio 岩佐とも子 石井ゆみこ 荻原みちる                                                 | 張鵬                                                      | 6月16日       |       |       |       |       |       |       |       |       |       |       |       |       |       |       |       |       |       |
| 第十二話         | やっぱり近すぎじゃね？ | 吉岡たかを | 牧野友映          | 村田尚樹          | 齊藤格 蒋秋雨 | 荻原みちる 岩佐とも子 山本里織 石井ゆみこ                 | 6月23日       |       |       |       |       |       |       |       |       |       |       |       |       |       |       |       |       |       |

### 放送局
| 放送期間                                   | 放送時間                     | 放送局    | 対象地域   | 備考                                 |
| ------------------------------------------ | ---------------------------- | --------- | ---------- | ------------------------------------ |
| 2022年4月2日 - 6月18日                     | 土曜 2:25 - 2:55（金曜深夜） | 毎日放送  | 近畿広域圏 | 幹事局 / 字幕放送                    |
|                                            |                              | TBSテレビ | 関東広域圏 | 字幕放送                             |
|                                            | 土曜 3:00 - 3:30（金曜深夜） | BS-TBS    | 日本全域   | BS/BS4K放送                          |
| 2022年4月4日 - 6月20日                     | 月曜 23:30 - 火曜 0:00       | AT-X      | 日本全域   | CS放送 / 字幕放送 / リピート放送あり |
| AT-X以外の放送局では『アニメイズム』B2枠。 |                              |           |            |                                      |

| 配信開始日    | 配信時間                   | 配信サイト |
| ------------- | -------------------------- | --- |
| 2022年4月2日  | 土曜 23:00 - 23:30         | ABEMA |
| 2022年4月7日  | 木曜 12:00 更新            | アニメタイムズ dTV |
| 2022年4月8日  | 金曜 12:00 更新            | GYAO! TVer ニコニコチャンネル アニメ放題 Amazon Prime Video FOD MBS動画イズム dアニメストア Netflix バンダイチャンネル Hulu U-NEXT WOWOWオンデマンド GYAO!ストア Google Play DMM.com HAPPY!動画 Video Market music.jp Rakuten TV |
|               | 金曜 22:30 - 23:00         | ニコニコ生放送 |
| 2022年4月9日  | 土曜 0:00（金曜深夜） 更新 | auスマートパスプレミアム TELASA J:COMオンデマンド milplus |
| 2022年4月14日 | 木曜 12:00 更新            | ふらっと動画 |

| 放送期間                | 放送時間                     | 放送局   | 対象地域   | 備考                                 |
| ----------------------- | ---------------------------- | -------- | ---------- | ------------------------------------ |
| 2025年4月7日 - 6月23日  | 月曜 22:00 - 22:30           | TOKYO MX | 東京都     |                                      |
| 2025年4月8日 - 6月24日  | 火曜 0:00 - 0:30（月曜深夜） | BS11     | 日本全域   | BS放送 / 『ANIME+』枠                |
| 2025年4月9日 - 6月25日  | 水曜 2:30 - 3:00（火曜深夜） | 毎日放送 | 近畿広域圏 | 『アニメ特区』第1部                  |
| 2025年4月10日 - 6月26日 | 木曜 22:00 - 22:30           | AT-X     | 日本全域   | CS放送 / 字幕放送 / リピート放送あり |

| 配信開始日    | 配信時間                | 配信サイト |
| ------------- | ----------------------- | --- |
| 2025年4月7日  | 月曜 22:30 更新         | ABEMA U-NEXT アニメ放題 |
| 2025年4月12日 | 土曜 22:30 以降順次更新 | アニメタイムズ FOD J:COM STREAM DMM TV TELASA dアニメストア niconico バンダイチャンネル Hulu Amazon Prime Video ふらっと動画 milplus Lemino HAPPY!動画 MBS動画イズム TVer |

### BD
| 巻 | 発売日        | 収録話         | 規格品番  |
| -- | ------------- | -------------- | --------- |
| 1  | 2022年7月29日 | 第1話 - 第4話  | HPXR-1831 |
| 2  | 2022年8月31日 | 第5話 - 第8話  | HPXR-1832 |
| 3  | 2022年9月30日 | 第9話 - 第12話 | HPXR-1833 |

| 巻  | 発売日            | 収録話         | 規格品番  |
| --- | ----------------- | -------------- | --------- |
| BOX | 2025年9月10日予定 | 第1話 - 第12話 | BSZD-8298 |

### CD
| タイトル                                          | 発売日        | 規格品番   |
| ------------------------------------------------- | ------------- | ---------- |
| 阿波連さんははかれない オリジナルサウンドトラック | 2022年6月29日 | B09XVJXND3 |

### Webラジオ
音泉にて『TVアニメ『阿波連さんははかれない』はかれないラジオ』が2022年3月31日から6月23日まで毎週木曜日に配信された。全13回。パーソナリティは、阿波連れいな役の水瀬いのりとライドウ役の寺島拓篤。
『TVアニメ『阿波連さんははかれない』はかれないラジオ2』が音泉とYouTube『阿波連さんははかれない』公式チャンネルにて2025年3月27日から隔週木曜日に配信予定。

#### ゲスト
- 第6回（5月5日） - M・A・O（大城みつき 役）
- 第10回（6月2日） - 久野美咲（阿波連れん 役）

| 毎日放送・TBSテレビ アニメイズム B2                             | 毎日放送・TBSテレビ アニメイズム B2 | 毎日放送・TBSテレビ アニメイズム B2                                |
| 前番組                                                          | 番組名                              | 次番組                                                             |
| --------------------------------------------------------------- | ----------------------------------- | ------------------------------------------------------------------ |
| 15周年 コードギアス 反逆のルルーシュ （HDデジタルリマスター版） | 阿波連さんははかれない（season1）   | 15周年 コードギアス 反逆のルルーシュ R2 （HDデジタルリマスター版） |